# Ministre
Pour la notion religieuse, voir Ministère (religion).
Pour la pièce (aussi appelée éléphant) du jeu xiangqi (jeu d'échecs chinois), voir Xiangqi.

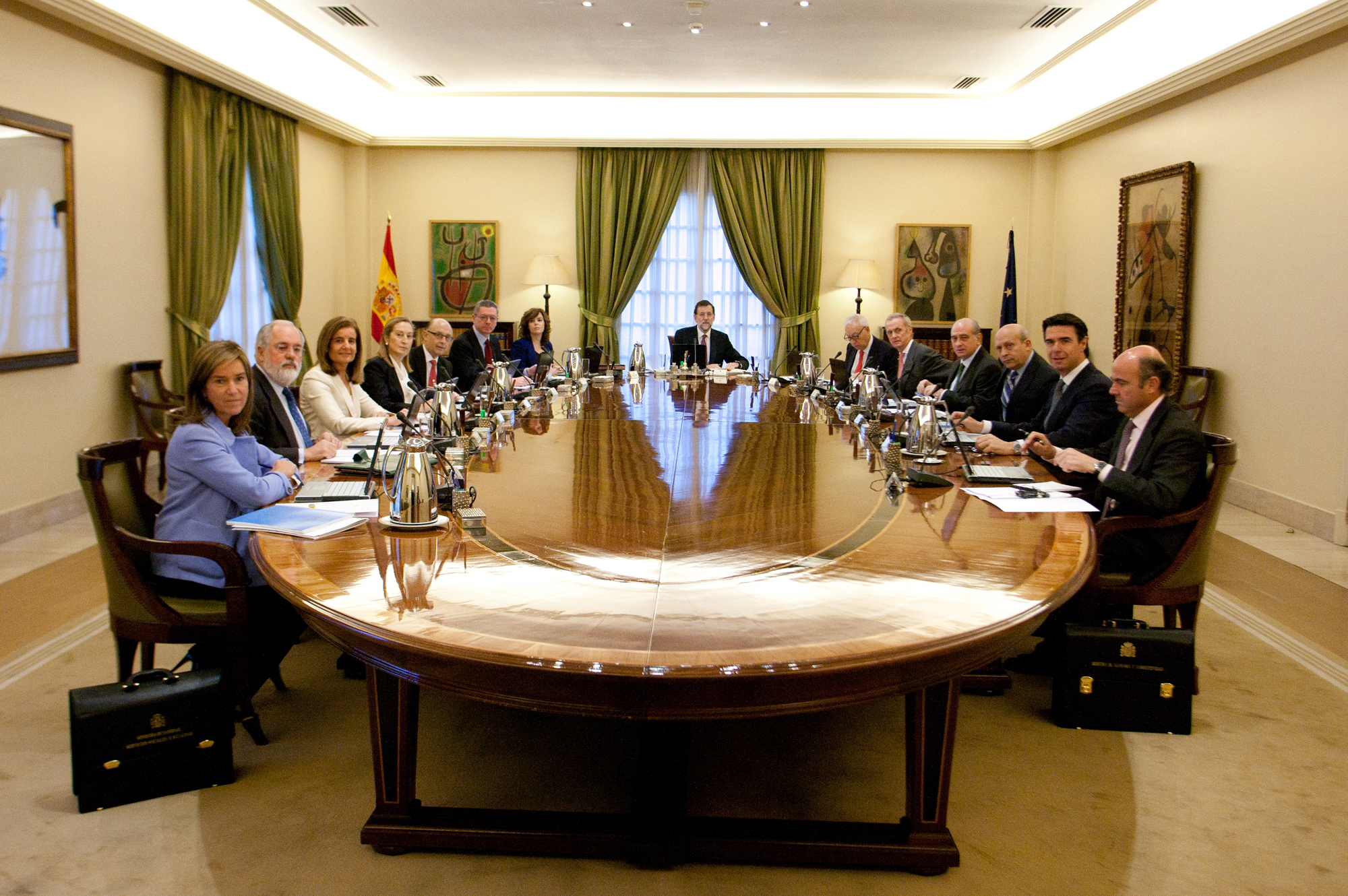
Conseil des ministres du gouvernement espagnol, en 2011.

Un ministre est un agent du pouvoir gouvernemental qui est à la tête d'un ministère ou d'un département ministériel, tel que les finances, la défense ou la santé. Il dirige les départements ministériels qui sont sous ses ordres, représente l'État pour ce qui concerne son ministère (ou département ministériel) et représente son administration au sein du gouvernement. Il agit généralement sous la direction d'un Premier ministre (par exemple en France, au Canada ou au Royaume-Uni), d'un président du Conseil (en Italie), d'un chancelier fédéral (en Allemagne et en Autriche) ou d'un président (aux États-Unis). Il est généralement responsable devant le pouvoir législatif de la bonne exécution des services qu'il dirige.

## Terminologie
Le substantif masculin,, ou féminin,,, ministre est un emprunt, au latin minister,,,, adjectif dérivé de minus, qui signifie « serviteur ». 

## Histoire
En français, ministre est attesté depuis le XIIe siècle : d'après le Trésor de la langue française informatisé, sa plus ancienne occurrence connue se trouve dans le Psautier d'Oxford, daté de la première moitié du XIIe siècle. Dans la Vie de saint Thomas de Cantorbéry, composée par Guernes de Pont-Sainte-Maxence vers 1174-1176, ministre désigne « celui qui est au service du roi » ou « en détient quelque chose ». Dans la Légende des Vénitiens de Jean Lemaire de Belges, parue en 1509, ministre désigne un « conseiller d'un souverain ».
Dans la 9e édition du Dictionnaire de l’Académie française et à la suite d’un rapport sur la féminisation des noms de métiers et de fonctions publié en mars 2019, l’Académie indique que le substantif « peut aussi s’employer au féminin ». Le rapport souligne en effet que « l’article suffit à [lui] conférer la marque du féminin ».
La désignation de ministres et la création de ministères sont liées à la construction de l'État en Europe. Les premiers ministres sont à la fois des exécutants au service du souverain dans certains domaines, et ses conseillers proches. À ce titre ils forment le « Conseil » du roi, de qui ils tirent leurs pouvoirs. Ceux-ci s'exercent en matière de police, finances, relations étrangères par exemple. Avec la séparation des pouvoirs, les ministres sont devenus des agents du pouvoir exécutif. Ils sont généralement responsables devant le pouvoir législatif, même si ce contrôle se passe parfois à travers le chef de l'exécutif, comme aux États-Unis.
Les premiers ministères, administrations chargées de seconder le ministre dans l'exercice de ses fonctions, apparaissent entre la fin du XVIIe siècle et le début du XVIIIe siècle[réf. souhaitée], dans les fonctions dites « régaliennes »: celles qui assurent les missions premières de l'État, telle que la sécurité, la politique extérieure et la conduite des intérêts généraux de la Nation. Dans ces premiers départements ministériels, on note ainsi essentiellement les Finances, l'Intérieur, les Affaires étrangères, la Défense et la Justice. L'extension des tâches incombant au gouvernement, notamment avec l'apparition de l'État-providence, suscite l'apparition de nouveaux postes ministériels et des ministères en rapport.

## Diplomatie
Un ministre plénipotentiaire est un diplomate. 
En France, c’est un fonctionnaire faisant partie des agents diplomatiques et consulaires.

## En France
En France, le statut de Ministre découle des dispositions contenues dans la Constitution et du droit coutumier.

### Statut
Chaque ministre est nommé par le Président de la République sur proposition du Premier Ministre. Chaque ministre est membre du Gouvernement et assiste de droit au Conseil des Ministres.

### Organisation
Chaque ministre est à la tête d’une administration nommée « ministère ».